# Lawe Pekhidinan
Lawe Pekhidinan is een bestuurslaag in het regentschap Aceh Tenggara van de provincie Atjeh, Indonesië. Lawe Pekhidinan telt 481 inwoners (volkstelling 2010).